# Kanton Autun-2
 Autun-2 is een kanton van het Franse departement Saône-et-Loire. Het kanton maakt deel uit van het arrondissement   Autun.  

Het telt 16.992 inwoners in 2018.

Het kanton werd gevormd ingevolge het decreet van 18  februari 2014 met uitwerking op 22 maart 2015.

## Gemeenten
Het kanton Autun-2 omvat volgende gemeenten: 
- Antully
- Autun (hoofdplaats) (zuidelijk deel)
- Auxy
- La Boulaye
- Brion
- Broye
- La Chapelle-sous-Uchon
- Charbonnat
- Charmoy
- La Comelle
- Dettey
- Étang-sur-Arroux
- La Grande-Verrière
- Laizy
- Marmagne
- Mesvres
- Saint-Didier-sur-Arroux
- Saint-Émiland
- Saint-Eugène
- Saint-Léger-sous-Beuvray
- Saint-Martin-de-Commune
- Saint-Nizier-sur-Arroux
- Saint-Prix
- Saint-Symphorien-de-Marmagne
- La Tagnière
- Thil-sur-Arroux
- Uchon